# The Cadillacs
The Cadillacs was een Amerikaanse rock-'n-roll- en doowop-zanggroep uit Harlem.

## Bezetting
Als The Carnations
- Earl 'Speedoo' Carroll (1937–2012)
- Bobby Phillips
- LaVerne Drake
- Cub Gaining

Als The Cadillacs
- Earl 'Speedoo' Carroll
- Bobby Phillips
- LaVerne Drake
- Johnny 'Gus' Willingham
- James 'Poppa' Clark
- Earl Wade
- Charles Brooks
- Jimmy Bailey (vanaf 1956)

## Geschiedenis
Begin jaren 1950 traden Earl Carroll, Bobby Phillips, LaVerne Drake en Cub Gaining op als The Carnations. In 1954 gingen ze zonder Gaining verder als kwintet met Johnny Willingham en James Clark onder de naam The Cadillacs en maakten ze hun eerste opnamen. Willingham en Clark verlieten de groep na de tweede single en werden vervangen door Earl Wade en Charles Brooks.
In oktober 1955 verscheen Speedoo, die zich ontwikkelde tot superhit, nadat The Cadillacs met geraffineerde choreografie waren opgetreden in de kerstshow van Alan Freed. Het nummer plaatste zich in de r&b- (#3) en de pophitlijst (#17). Tijdens de jaarwisseling van 1956/1957 kon het nummer Rudolph The Red-Nosed Reindeer zich kortstondig plaatsen in de r&b-hitlijst. Tijdens hun opnamen tot 1957 werd de groep begeleid door het orkest van Jesse Powell. Hun tweede pophit werd Peek-A-Boo (1959), die ook de r&b-hitlijst (#20) en de Billboard Hot 100 (#28) haalde. Bij deze opname werden ze begeleid door het orkest van Osie Johnson.
In 1956 werd Drake vervangen door Jimmy Bailey (1932-1980). In 1957 gingen The Cadillacs met ruzie uit elkaar en er verschenen tijdelijk verschillende namen als The Original Cadillacs, The Four Cadillacs, Earl Carroll & the Cadillacs en Jesse Powell & the Caddys. Vervolgens kwam er in 1961 nog de bescheiden hit What You Bet voor The Original Cadillacs die, na het wisselen van het label, voor een week de r&b-hitlijst haalde (#30). The Cadillacs kenden meerdere omzettingen, scheidingen en herstarts.

## Onderscheidingen
In 1996 kregen The Cadillacs de Pioneer Award van de Rhythm and Blues Foundation. In 2004 werd de groep opgenomen in de Vocal Group Hall of Fame.